# Bundesstraße 246
Die Bundesstraße 246 (Abkürzung: B 246) führt durch die Bundesländer Brandenburg und Sachsen-Anhalt.

## Verlauf
Die B 246 verläuft in Ost-West-Richtung und besteht aus zwei Teilstücken. Der längere östliche Teil beginnt in Königsborn an der B 184, passiert den Fläming, verläuft in Richtung Osten südlich an Berlin vorbei und endet in Eisenhüttenstadt an der B 112. Der kürzere westliche Teil der B 246 führt von der B 245 bei Neuwegersleben in Richtung Osten zur B 246a in Wanzleben.

## Geschichte
Die in den 1930er Jahren benannte Reichsstraße 246 führte von Quedlinburg über Hedersleben nach Kroppenstedt (R 81) und hatte eine Länge von 22 Kilometer. Nach Gründung der DDR wurden die Reichsstraßennummern für das neue Fernverkehrsstraßennetz weiterverwendet, die Straße trug bis 1990 die Bezeichnung Fernverkehrsstraße 246 (F 246).
Der westliche Teil der B 246 existiert seit 2004 durch Umstufung von Landesstraßen, Kreisstraßen und kommunalen Straßen. Eine Umstufung der Landesstraße 50 zwischen der B 246a und der Bundesautobahn 14 ist für die Zukunft vorgesehen. Ebenso ist geplant, die B 246 an ihrem östlichen Ende in Eisenhüttenstadt bis zur polnischen Grenze an der Oder zu verlängern und einen neuen Grenzübergang nach Polen zu schaffen. Das Fernstraßenausbaugesetz von Ende 2016 folgt dem Bundesverkehrswegeplan 2030 und setzt die Dringlichkeit der östlichen Verlängerung auf Weiteren Bedarf mit Planungsrecht, somit ist eine Verwirklichung vor 2030 nicht vorgesehen, aber möglich.